# DB 쉥커
DB 쉥커(DB Schenker, 독일어 발음: [deːbeː ˈʃɛŋkɐ])는 독일의 철도 운영사인 도이체반(Deutsche Bahn)의 물류 부문이다. 2002년 도이체반에 쉥커-슈틴네스(Schenker-Stinnes)라는 이름으로 인수되었다. 항공, 육상, 해상 운송, 계약 물류 부문으로 구성되어 있다.

## 기업 업무
쉥커 AG(Schenker AG)와 그 자회사는 육상 운송, 항공 및 해상 운송, 계약 물류/SCM을 포함한 전 세계 물류 운영을 담당하며 DB 쉥커 그룹의 일부이다. 2016년부터 철도 화물 사업은 더 이상 DB 쉥커 레일(DB Schenker Rail)이라는 브랜드로 운영되지 않는다. 대신 DB 카고(DB Cargo)라는 브랜드로 독립된 사업부로 운영된다. DB 쉥커는 여러 산업 분야의 글로벌 및 국내 기업에 서비스를 제공한다. 특히 DB 쉥커는 애플, 프록터 앤드 갬블, 델, ASML, BMW 등 다국적 기업의 대규모 복잡한 공급망을 관리한다.